# Chrysso albomaculata
Chrysso albomaculata là một loài nhện trong họ Theridiidae.
Loài này thuộc chi Chrysso. Chrysso albomaculata được Octavius Pickard-Cambridge miêu tả năm 1882.